# Gerichtsbezirk Sankt Joachimsthal
Der Gerichtsbezirk Sankt Joachimsthal (ursprünglich Gerichtsbezirk Joachimsthal, tschechisch: soudní okres Svatý Jáchymov) war ein dem Bezirksgericht Sankt Joachimsthal unterstehender Gerichtsbezirk im Kronland Böhmen. Er umfasste Gebiete im Nordwesten Böhmens. Zentrum und Gerichtssitz des Gerichtsbezirks war die Stadt Sankt Joachimsthal (Jáchymov). Das Gebiet gehörte seit 1918 zur neu gegründeten Tschechoslowakei und ist seit 1993 Teil der Tschechischen Republik.

## Geschichte
Die ursprüngliche Patrimonialgerichtsbarkeit wurde im Kaisertum Österreich nach den Revolutionsjahren 1848/49 aufgehoben. An ihre Stelle traten die Bezirks-, Landes- und Oberlandesgerichte, die nach den Grundzügen des Justizministers geplant und deren Schaffung am 6. Juli 1849 von Kaiser Franz Joseph I. genehmigt wurde. Der Gerichtsbezirk Sankt Joachimsthal gehörte zunächst zum Kreis Eger und umfasste 1854 die 26 Katastralgemeinden Arletsgrün, Damitz, Gesmesgrün, Gottesgab, Haidles, Holzbach, Honnersgrün, Hüttmesgrün, Joachimsthal, Jokes, Lindig, Marletzgrün, Merkelsgrün, Möritschau, Oberbrand, Permesgrün, Pfaffengrün, Schönwald, Seifen, Stolzenhain, Tiefenbach, Ullersgrün, Unterbrand, Weidmesgrün, Wiesenthal und Wikwitz. Der Gerichtsbezirk Joachimsthal bildete im Zuge der Trennung der politischen von der judikativen Verwaltung ab 1868 gemeinsam mit dem Gerichtsbezirk Platten (Blatno) den Bezirk Joachimsthal. Per 1. Juli 1910 wurde der Gerichtsbezirk Platten zur Schaffung des neuen Bezirk Neudek aus dem Bezirk Joachimsthal ausgeschieden.
Im Gerichtsbezirk Sankt Joachimsthal lebten 1869 15.379 Menschen in 23 Gemeinden bzw. 26 Katastralgemeinden. Bis 1890 hatte sich die Einwohnerzahl auf 16.519 Menschen in nun 24 Gemeinden erhöht. Danach stieg die Einwohnerzahl bis 1900 auf 18.662 Personen. Der Gerichtsbezirk Sankt Joachimsthal wies 1910 eine Bevölkerung von 18.662 Personen auf, von denen 18.408 Deutsch und neun Tschechisch als Umgangssprache angaben. Im Gerichtsbezirk lebten zudem 245 Anderssprachige oder Staatsfremde.
Durch die Grenzbestimmungen des am 10. September 1919 abgeschlossenen Vertrages von Saint-Germain kam der Gerichtsbezirk Sankt Joachimsthal vollständig zur neugegründeten Tschechoslowakei, wobei die Gerichtseinteilung bis 1938 im Wesentlichen bestehen blieb. Nach dem Münchner Abkommen wurde das Gebiet dem Landkreis Sankt Joachimsthal zugeschlagen. Nach dem Zweiten Weltkrieg gehörte das Gebiet zum Okres Karlovy Vary bzw. zum Okres Chomutov, dessen Behörden jedoch im Zuge einer Verwaltungsreform 2003 ihre Verwaltungskompetenzen verloren. Diese werden seitdem von den Gemeinden bzw. den Regionen Karlovarský kraj bzw. Ústecký kraj, zudem denen das Gebiet um Sankt Joachimsthal seit Beginn des 21. Jahrhunderts gehört, wahrgenommen.

## Gerichtssprengel
Der Gerichtssprengel umfasste Ende 1914 die 24 Gemeinden Arletzgrün, Böhmisch Wiesenthal, Damitz (Damice), Gesmesgrün, Gottesgab, Holzbach, Honnersgrün, Hüttmesgrün, Jokes (Jakubov), Lindig, Marletzgrün, Merkelsgrün, Möritschau (Mořičov), Oberbrand (Horní Brand), Permesgrün, Pfaffengrün, Sankt Joachimsthal (Svatý Jáchymov), Schönwald, Seifen, Stolzenhain, Tiefenbach, Ullersgrün, Unterbrand (Dolní Brand) und Wikwitz (Vojkovice).